# Maria Kubin
Maria Christine Luise Kubin (26 oktober 1966) is bisschop van de Oud-Katholieke Kerk van Oostenrijk. Ze is de eerste vrouw in de Oud-Katholieke Kerk die het ambt van bisschop bekleedt.

## Levensloop
Kubin is grootgebracht in een rooms-katholieke familie en bekeerde zich in 2008 tot de oudkatholieke kerk.
Kubin is opgeleid psychotherapeut en werkte dertig jaar in dat vakgebied. In 2020 rondde ze haar opleiding theologie aan de universiteit van Graz af, waarop een master in oudkatholieke en oecumenische theologie aan de Universiteit Bonn volgde. In 2017 werd ze gewijd tot diaken, waarop in 2019 een priesterwijding volgde. In 22 april 2023 werd ze met de nodige twee derde meerderheid verkozen tot bisschop.
Op 24 juni 2023 werd ze door Bernd Wallet tot bisschop gewijd in de Gustav Adolf Kerk in Wenen. Ook waren de Duitse bisschop Matthias Ring en de Zwitserse bisschop Harald Rein onderdeel van de consecratie.
Haar motto is "Spreek als een profeet", gebaseerd op Ezechiël 37.